# 球戯

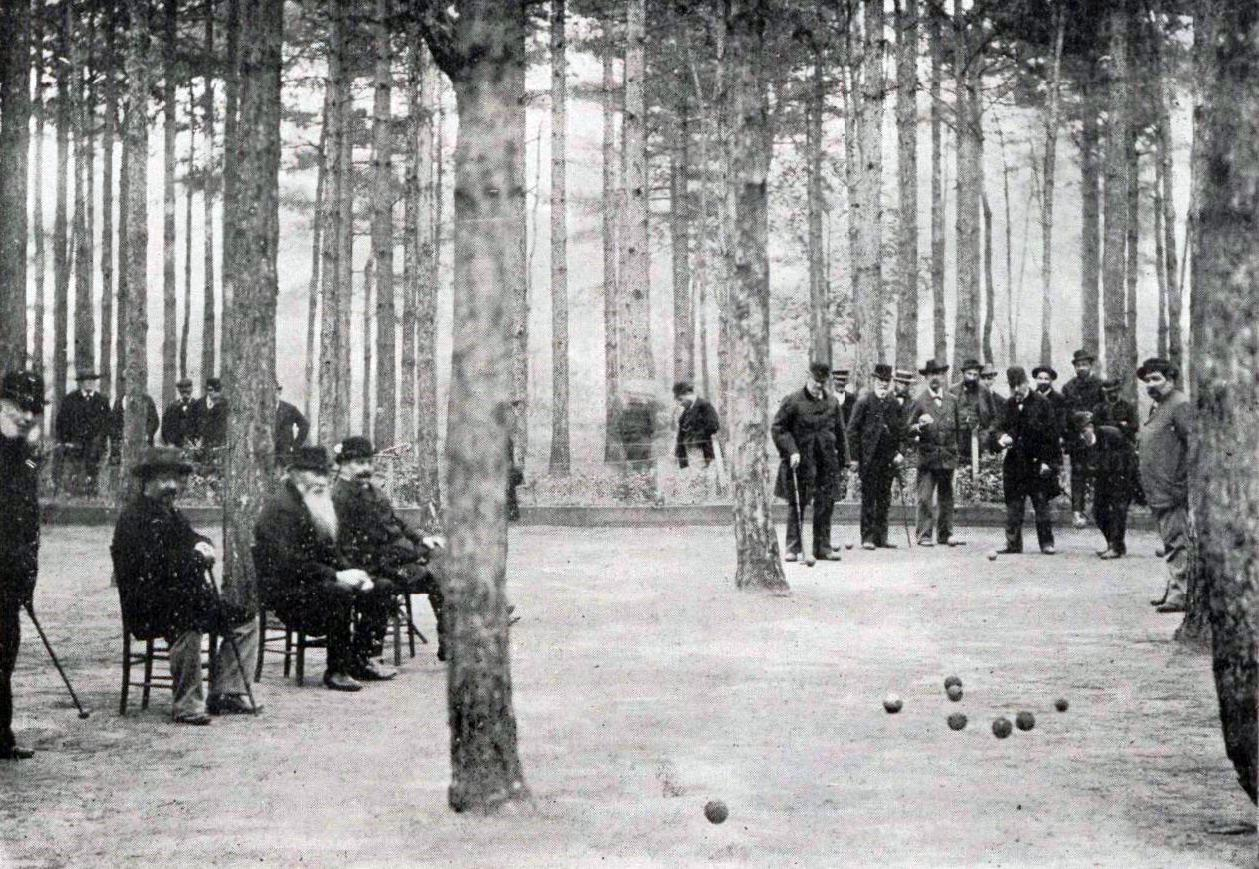
ブロニュの森、クロワ・カトランにて球戯を楽しむひとびと。1898年11月撮影。

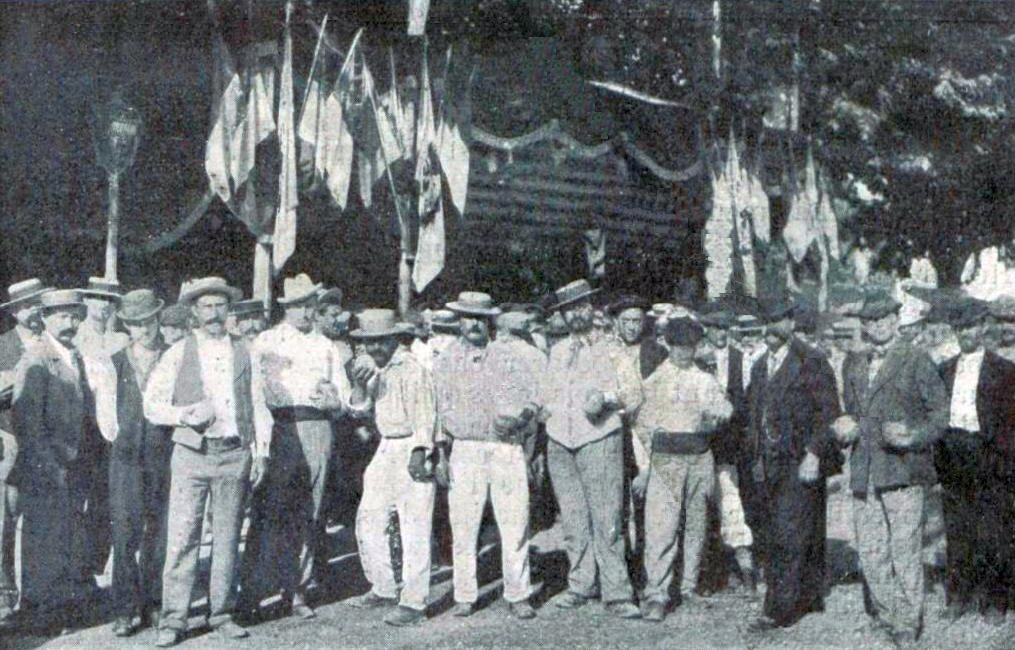
L'Éclaireur de Nice 紙が主催した球戯コンクールの様子。1899年8月。

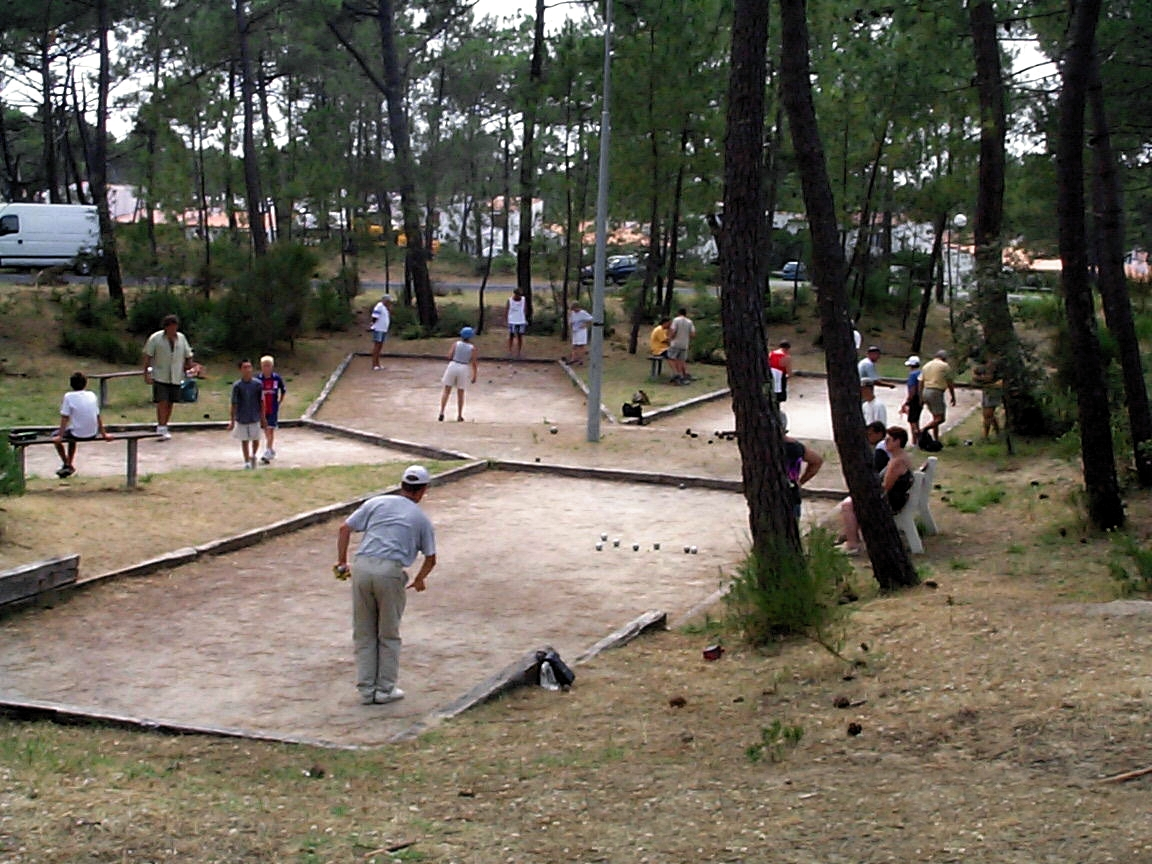
ペタンクをするひとびと。フランスのラパルミュルにて。

球戯またはブール（フランス語: jeu de boules, 英語: Boules）は、複数の球を的（まと）に向かって投げることで競うゲームの総称。かなりの重みがある球を用いるのが一般的である。競技者は自分から数メートル離れた地面に球を投擲する。 

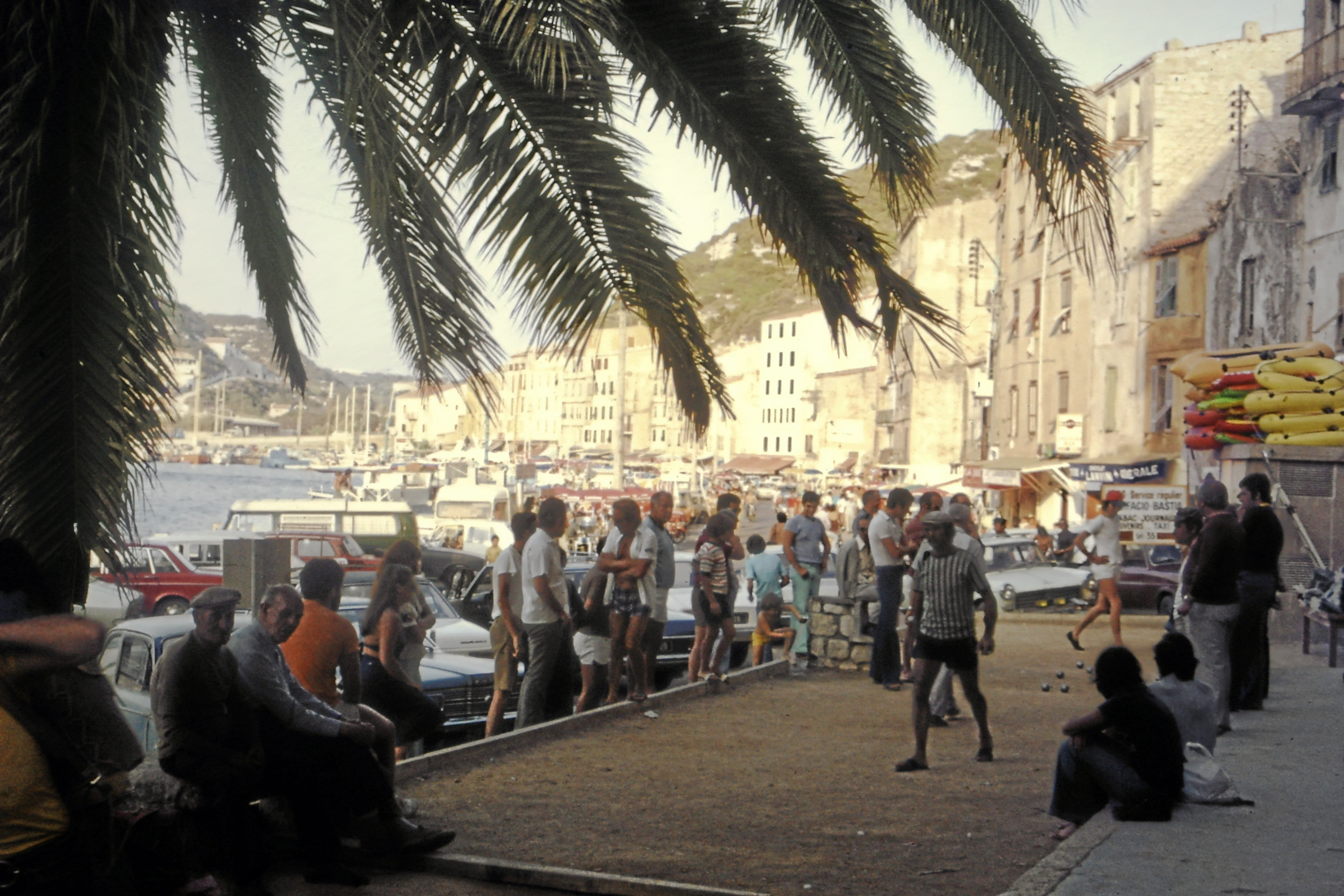
Boulistes au port bateau de Bonifacio en Août 1975

フランス、イタリア、クロアチア及び旧フランス植民地諸国で盛んである。よく普及している形態としては、プロヴァンス地方に発祥するペタンク、イタリアのボッチェがあり、コモンウェルス（イギリス連邦）諸国ではローンボウルズがある。その他に、一部の地域でのみ行われている球戯がいくつかある。

## 特徴

### 基本
一般的に、4人が組になってチームを作り、2チームが対戦する。各競技者は、同じ数の球を持ち、標的にできるだけ近いところに球を投げる。標的は競技者が持つ球よりもきれいで小さくなっていることが多く、フランス語では単に的（まと）を意味する « but » と呼ばれることもあれば、子豚 « cochonnet » と呼ばれることもある。イタリア語では « pallino » 英語では « jack » という。試合前に投げられた的に向かって、各競技者は順番に球を投げあう。ルールによっては転がす場合もある。地面を区切って設けられたゾーンの中で対戦する。すでに投擲の終わった他の競技者の球を取り除くことができる。さらに的も取り除くことができる場合がある。他の競技者の球を取り除いた場合、次に投げる競技者が誰になるかは競技のルールによる。
各競技者が自分の球を投げ終わると1回（une manche）が終了である。一般的に、的の近くにある球の数が勝利チームの得点になる。これを複数回（plusieurs manches）繰り返して各チームの得点を加算して競技一単位（une partie）が終わる。

### 球戯を行う場所

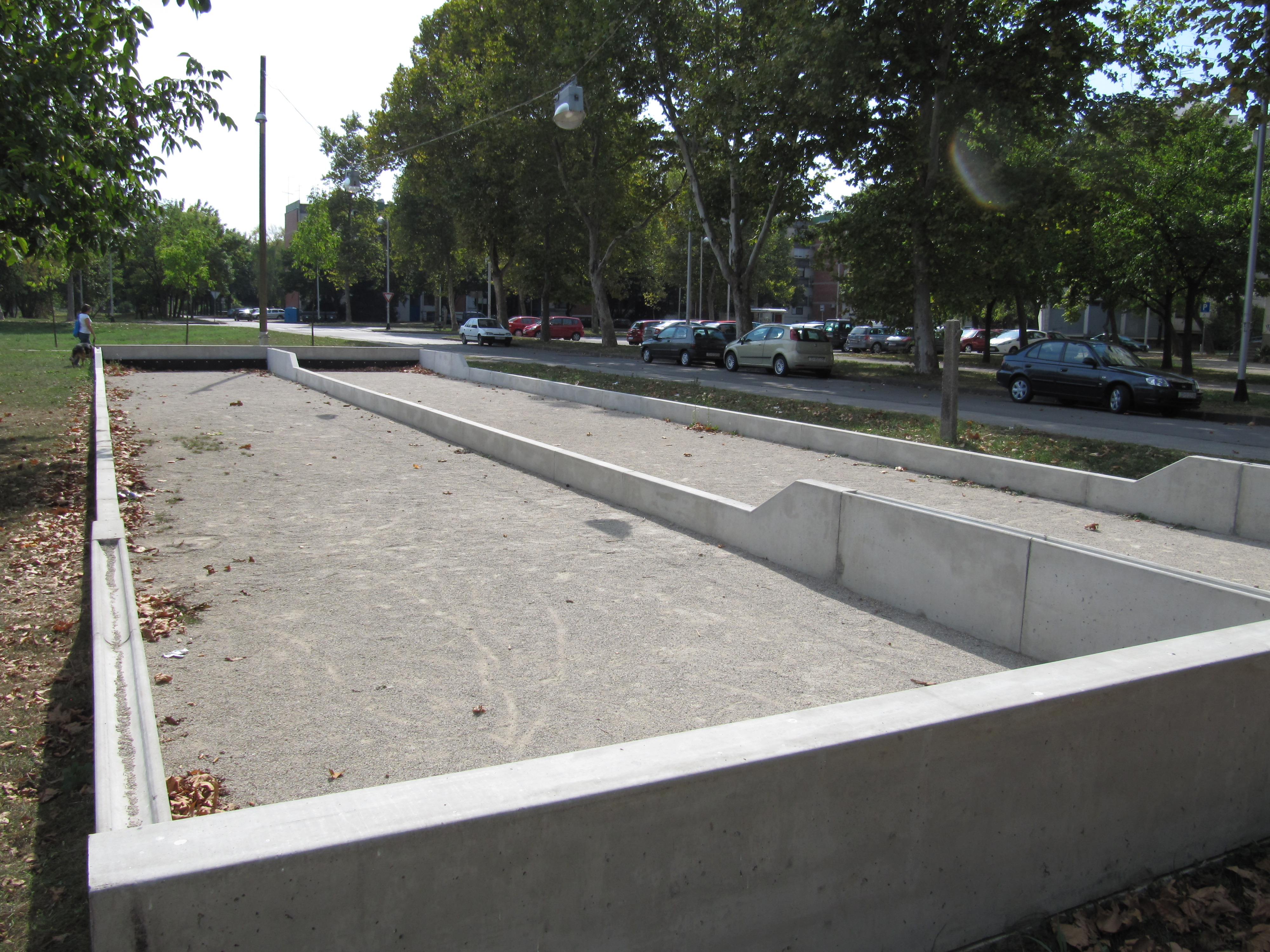
ボッチェのコート於ザグレブ

球戯が行われる場所（以下便宜的に「コート」と呼ぶ）はさまざまであり、緑地の公共スペースをコートとする場合もある。球戯専用のコートをブロドロム（boulodrome）といい、長さが幅よりも3,4倍長い長方形をしている。また、外郭部分（extérieur）が競技スペース（intérieur）のそとに設けられている。コートの面の態様もさまざまであり、土の地面である場合のほか、砂利、砂、礫、瀝青、アスファルト、草地などの場合もある。板材でコートを区切り、また、球が外へ行かないようにする場合もある。コートは平らであることを基本とするが、わざと湾曲させて球が中心に集まるようにする場合もある。
下表に球戯4種のコートの特徴をまとめる。

### 球について

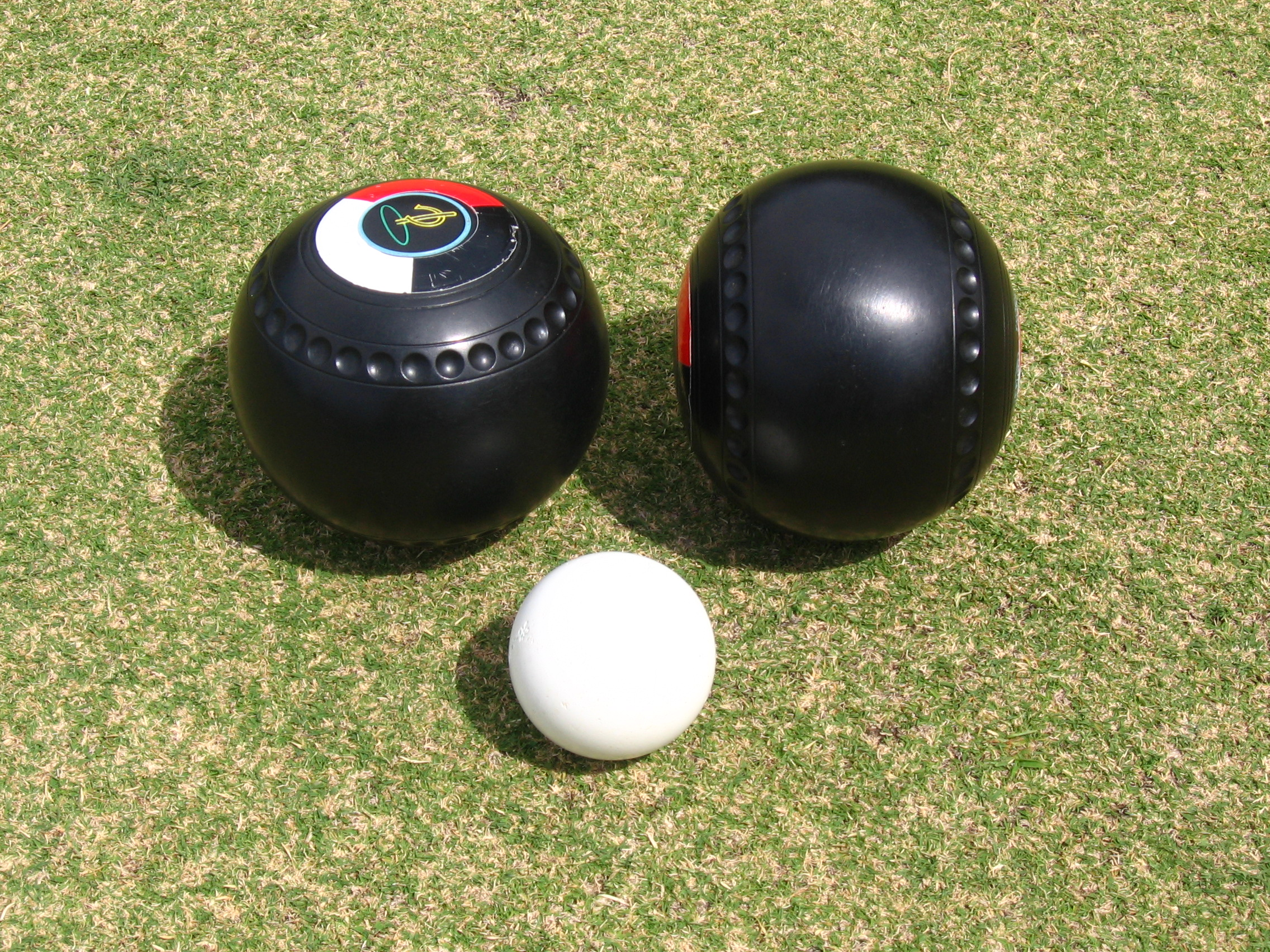
ローンボウルズにおける投擲用の球（黒色）と、的となる球（白色）。

## 国際的な競技統括組織
1985年に以下の3競技の競技統括組織が連合して世界ブールスポーツ連合（La Confédération mondiale des sports de boules）が成立した。連合した競技統括組織は la Confederazione Boccistica Internazionale (bocce)、 la Fédération internationale de boules (sport boule) 、 la Fédération internationale de pétanque et jeu provençal (pétanque) 。その後さらに World Bowls (boulingrin) も連合に合流した。連合の目標は夏季オリンピックにブールスポーツのいずれかを公式競技とすることにあるが、2014年現在、この目標は達成されていない。

## 歴史

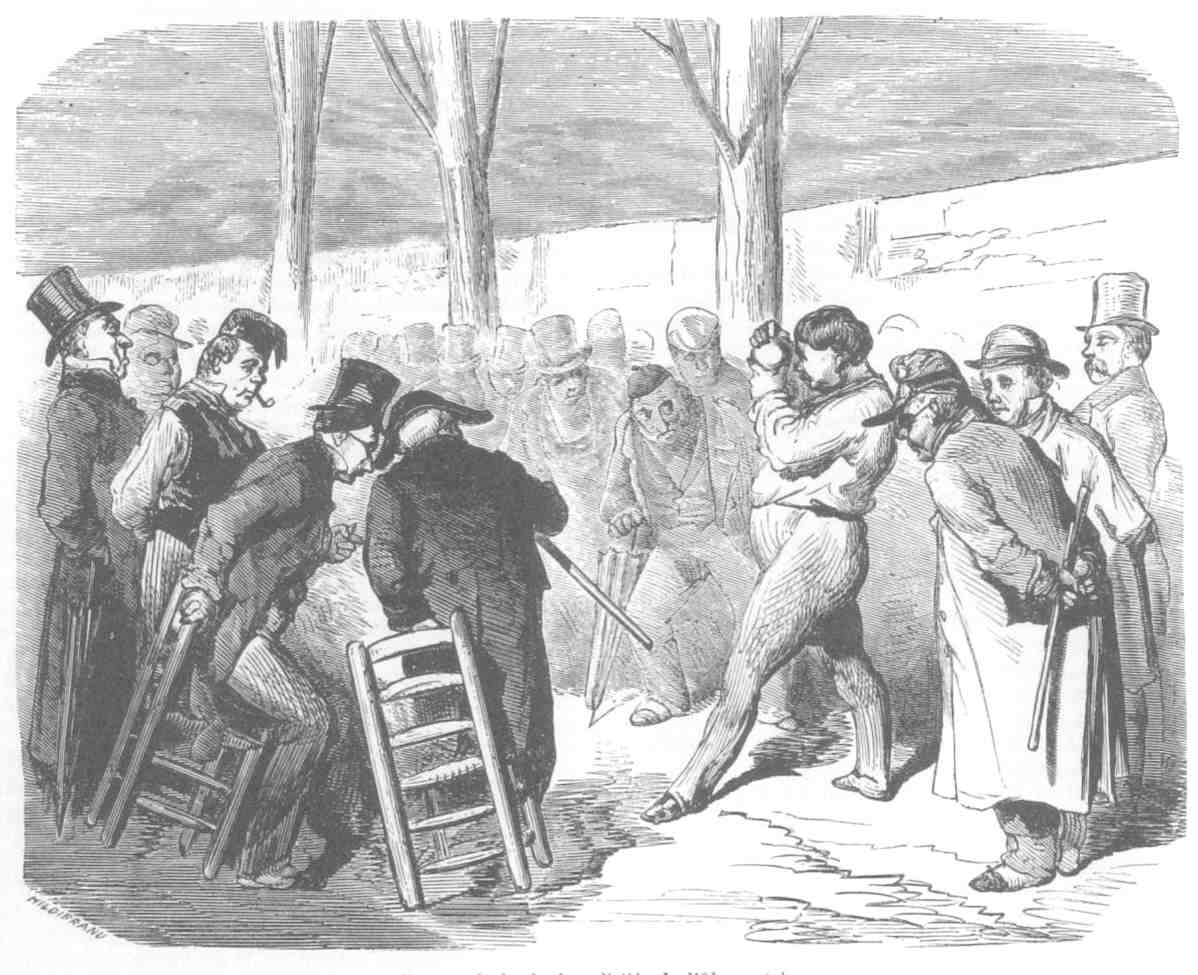
ギュスターヴ・ドレが描いた、1860年ごろのパリのオブゼルヴァトワール大通りで球戯をするひとびと。

球戯の歴史は古い。紀元前460年ごろに、ギリシアの医師ヒッポクラテースが石を使った球を投げることをすすめている。2世紀には、辞典編纂者ユリウス・ポルクスが、レンガに複数の球を投げる遊びについて記しており、その球戯では敗者が勝者を投擲線のところまで肩車で運ばなければならないと書いている。イタリアや南仏の球戯（ボッチェ、ブル・リヨネーズ）は起源がローマ帝国の時代にまでさかのぼる。イギリスの球戯ローンボウルズの起源は12世紀のロンドンにあるようである。
ドイツのスポーツ史研究者のハイナー・ギルマイスターは、12世紀のフランス修道院で行われていたカシュ(cache)という球戯が、テニス、クリケット、フットボール、ホッケー、ゴルフ、ビリヤードなどへ変化していったという説を出している。カシュは、馬上槍試合を模倣して、互いのゴール（回廊の開口部）を突破することを目標としていた。
14世紀のトゥルネ（Tournay）大司教区において、フランス王フィリップ5世が球戯を禁止する命令を1319年に下したことが知られている。ルネサンス期のフランスでは、ビルボケ（bilboquet）やジュ・ドゥ・ポムといった球戯に興じることが許されたのは貴族だけであった。1629年から、大した理由もなくフランス国会は球戯を禁止した。フランス革命のときまで球戯禁止は継続した。
球戯の禁止が順守されたことは一度もなく、フランスでは球戯が19世紀までに全国的にひろまり、地方ごとにばらばらのルールで行われるようになった。1850年にはリヨンにおいて、最初の公式競技団体 « le Clos Jouve » が設立された。また、プロヴァンス地方の球戯は独自に発展し、1907年に「ペタンク」の成立をみた。
パリにおける1900年夏季オリンピック競技大会では、リヨンの球戯とパリの球戯がともに非公式競技としてプログラムに含まれた。しかしながら、オリンピック種目としては認められなかった。 
1906年にリヨンの球戯の競技団体（La Fédération lyonnaise et régionale）が創設され、1933年にはフランス国内を統括する国内競技団体（la Fédération nationale des boules）へと発展した。この連盟は1942年には（la Fédération française de boules）に改名する。
ペタンクとブル・リヨネーズは、1985年からワールドゲームズの種目になっている。

### 道具の歴史
投擲用の球は、最初は粘土や岩、木片などであったが、19世紀までに硬い木で作った球になった。鉄くぎが大量生産されるようになった19世紀半ばごろに、球に鋲打ちする補強がなされるようになって耐久性が向上した。1904年にフェリクス・ロフリッツ（Félix Rofritsch）が木製の芯材を金属で被覆し、鋲を打って固定した球を発明し、製造しはじめた。マルセイユ、ファブル通りにあるロフリッツの工房あとには、« La Boule Bleue » のラベルが掲げられている。
1920年代にはフランスにおける球戯の人気の増大に対して、芯材に使うツゲの木の供給が追い付かなくなった。ポール・クルティウ（Paul Courtieu）とヴァンサン・ミル（Vincent Miles）は投擲用の球の材料をすべて金属にした。鉄の合金は硬すぎるのと錆びやすいことを理由に避け、アルミ合金と青銅を使うことにポイントを置いた。彼らは金属製の半球2つを溶接して製造する球の特許を1923年に取得した。翌1924年には、一個の母材を溶かして製造する球の特許を取得した。彼らの製造した球は、« La Boule intégrale » と名付けられた。

## 分類
松井良明は、ヨーロッパ球戯を、手を使うハンドボール、足を使うフットボール、道具を使う打球戯の三つに分けた。